# Qingdao Soar Automobile
Qingdao Soar Automobile Co. Ltd., vorher Jinma Auto Refit Works, ist ein Unternehmen der Automobilindustrie aus der Volksrepublik China.

## Unternehmensgeschichte
Das Unternehmen Jinma Auto Refit Works aus Qingdao begann 1990, 1996 oder 1997 mit der Produktion von Automobilen. Die Markennamen lauteten Jinma bis 2006 sowie Shengma bis in die 2000er Jahre. 2006 erfolgte die Umfirmierung in Qingdao Soar Automobile Co. Ltd. Damit änderte sich der Markenname auf Soar. 2011 endete die Produktion von Personenkraftwagen. Das Unternehmen ist im Bereich Fahrzeugumbau und Bergungsfahrzeuge weiterhin tätig.

## Fahrzeuge
Das Unternehmen stellte Fahrzeuge im Stil vergangener Jahrzehnte her. Manche hatten Anleihen an die 1930er Jahre, andere an die 1960er Jahre. Die Basis bilden teilweise Fahrzeuge von Brilliance.
Soweit bekannt, stellte das Unternehmen 2002 51 Fahrzeuge und 2003 34 Fahrzeuge her.